# Soulanges, Marne

Soulanges este o comună în departamentul Marne, Franța. În 2009 avea o populație de 477 de locuitori.